# Werner Baumann (Künstler)

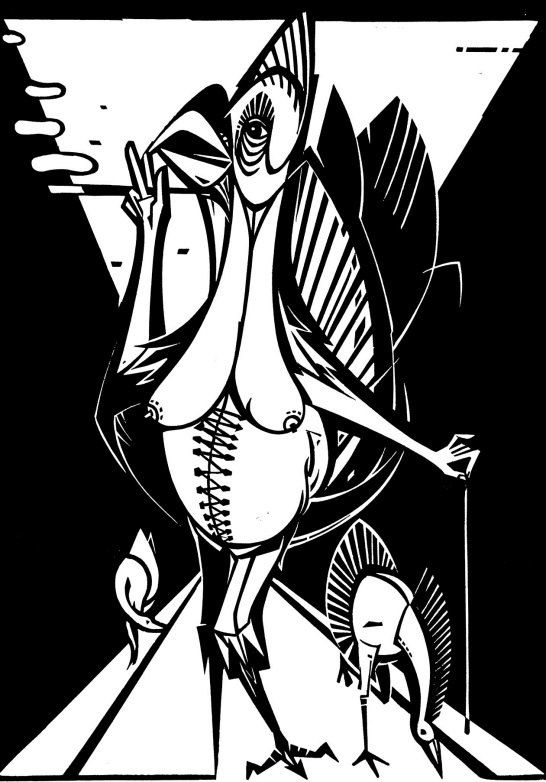
Werner Baumann, Strichvögel, Linolschnitt, 1960, 42 cm × 29,5 cm

Werner Baumann (* 11. April 1925 in Crailsheim; † 19. Oktober 2009 in Heilbronn) war ein deutscher Grafiker, Kunstpädagoge und Kunstvermittler.

## Leben
Werner Baumann studierte nach Kriegsdienst, Verwundung und Lazarettaufenthalt in der Tschechoslowakei ab 1946 an der Staatlichen Akademie der Bildenden Künste Stuttgart freie Grafik und Buchillustration bei Karl Rössing, Kunstgeschichte bei Otto Schmitt, Hans Wentzel und Hans Fegers, Aktzeichnen bei Walter Wörn an der TH Stuttgart sowie Geografie bei Hermann von Wissmann und Geologie bei Georg Wagner an der Universität Tübingen. Danach war er als Kunsterzieher am Robert-Mayer-Gymnasium Heilbronn (1951–1987, zudem als Kunstpädagoge Fachberater für Kunsterziehung beim Oberschulamt Stuttgart), als Ausstellungsleiter beim Künstlerbund Heilbronn (1960–1965) und beim Kunstverein Heilbronn (1965–1991) sowie als freier Grafiker tätig.
Werner Baumann war mit Ruth Baumann-Bantel (1925–1994) verheiratet. Sein Nachlass befindet sich im Besitz der Städtischen Museen Heilbronn, im Archiv der Stadt Crailsheim sowie in privatem Besitz.

## Werk

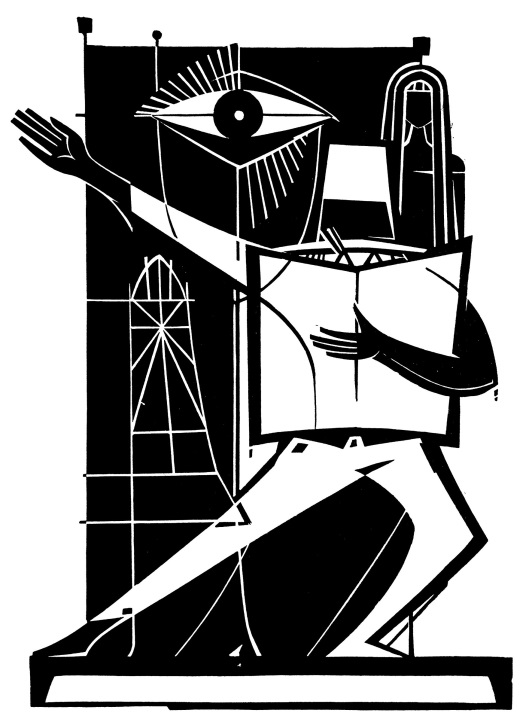
Werner Baumann, Coppelius, Linolschnitt, 1962, 42 cm × 29,5 cm

Werner Baumann kam ursprünglich von der Federzeichnung her, sowie kleinformatigem Holzschnitt, meist als Buchillustration konzipiert und verwendet. Im Laufe seiner künstlerischen Tätigkeit wandte er sich fast ausschließlich dem Linolschnitt in Schwarz-Weiß zu, welcher bis zu wandgroßen Handdrucken reichte. Im Spätwerk finden sich zunehmend auch Farbdrucke und Drucke mit Linoleumstempeln.
Der Druck erfolgte fast ausschließlich als reiner Handabzug mit dem Falzbein und Fingernagel ohne Druckpresse auf Japanpapier, dessen materielle Struktur in Verbindung mit der glänzenden Druckerschwärze den Originalen in seinen Augen eine besondere Sinnlichkeit verleiht. Während das Œuvre der „originellen Schwarz-Weiß-Begabung“ sich zunächst fast ausschließlich auf figürliche Motive beschränkte (biblische, literarische und historische Personen, Theater-, Zirkus- und Artistenwelt, allegorische und mythische Figuren), erfolgte ab Mitte der achtziger Jahre eine zunehmende Abstraktion mit Architekturmotiven (Hausstrukturen und -geometrien, Hohenloher Bauernhäuser, Zyklus Niederhaller Altstadt), welche schließlich in ein Spätwerk der „Konkretion“ mit Kompositionen ohne Bezug zu gegenständlichen Vorbildern mündete.
Durchgehend bestimmt jedoch der ausgeprägte Schwarz-Weiß-Kontrast und die ausgeklügelte Komposition von Linien und Flächen den Bildinhalt. Dabei bezog er sich bewusst auf einen Satz seines Lehrers Karl Rössing: „Alles Knappe, Eindeutige, Geradlinige nennen wir holzschnitthaft: ein Gebet und ein Manifest, biblische Gesetze und alte Volksbücher. Das ist auch der Grund, weshalb sich keine andere der grafischen Techniken so sehr dem Wort verbunden fühlt und weshalb keiner anderen die optische Verbindung mit dem gedruckten Wort so wohl ansteht“ und ergänzt: „Bildgestaltung bedeutet rhythmisches und verhältnismäßiges Aufteilen einer Fläche mit Formen und Farben. Der Holz- und Linolschnitt verbietet Brillieren mit dem handschriftlichen Duktus wie unklare Stimmungshaftigkeit und Unverbindlichkeit. Mein Schaffensprozess ist ein steter Abstraktionsprozess. Das ‚Seelische‘ und das ‚Geistige‘ wird im Material und seiner Bearbeitung verwirklicht. Schneiden und Drucken sind meinem Form-Empfinden und Wollen wahlverwandt.“

## Illustrationen
- Für Dich, Ein Jahrbuch für Mädchen, Band 1, C. Bertelsmann Verlag, Gütersloh 1956/1957.
- Diverse Bücher im K. Thienemann Verlag, Stuttgart.
- Vierzig Jahre Volkshochschule Heilbronn 1919–1959.
- Kreuzkalender 1979, Biblische Botschaft in Grafik und Dichtung, Wartburg Verlag Max Keßler Jena.
- Kreuzkalender 1987, 1989, Biblische Botschaft in Grafik und Dichtung, Evangelische Verlagsanstalt, Berlin.
- Schwäbischer Heimatkalender 1988, Verlag W. Kohlhammer, Stuttgart.

## Ausstellungen

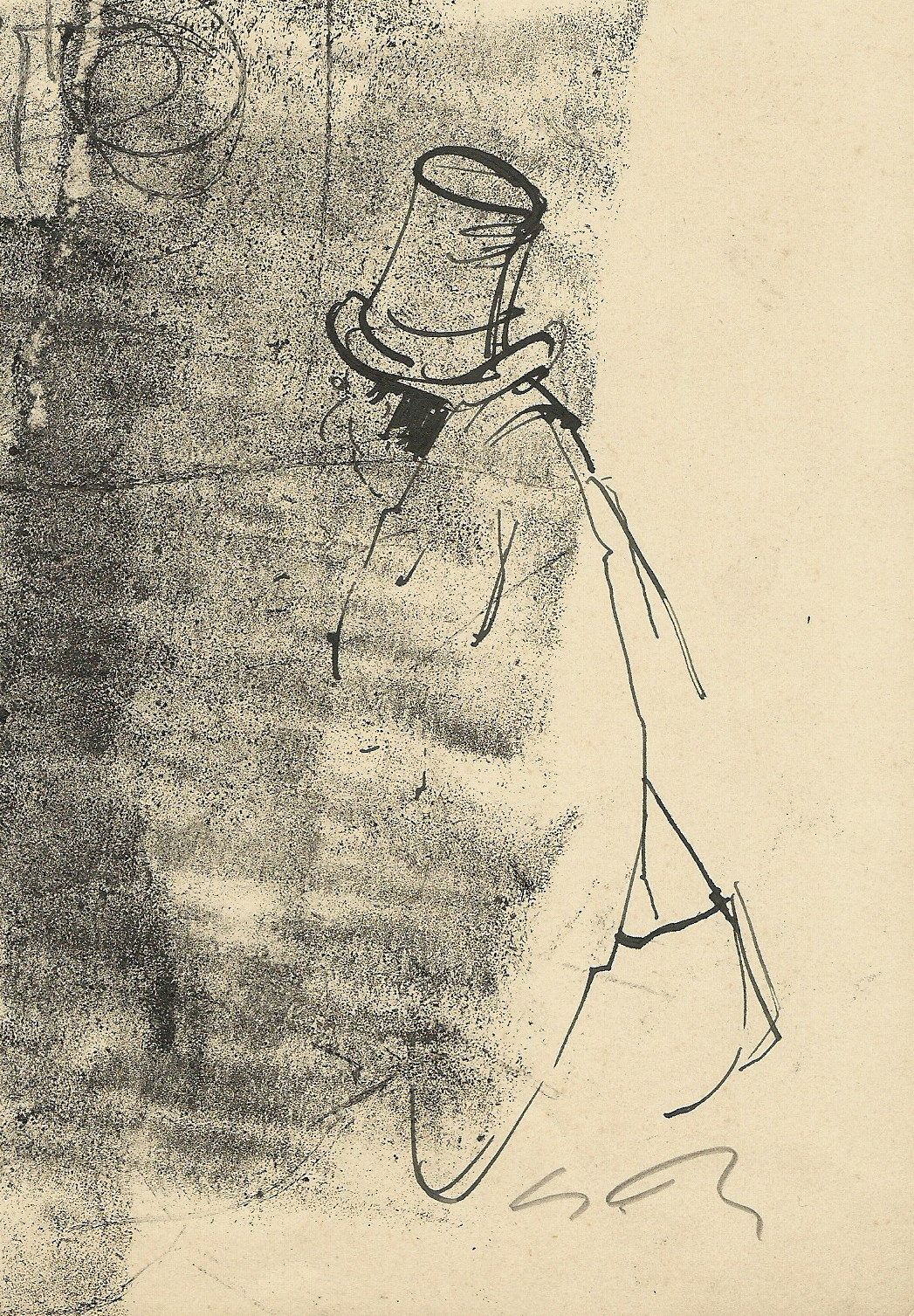
Werner Baumann, Der Blick ins Dunkle, Tuschfederzeichnung, 1948, 21 cm × 14 cm

### Einzelausstellungen
- 1960: Obere Räume Café Frank, Crailsheim
- 1962: Obere Stube, Ulm
- 1964: Ladengalerie, Berlin
- 1973: Evang.Tagungsstätte, Löwenstein-Altenhau
- 1989: Rathaus, Niedernhall
- 1991: Kapelle auf dem Gottesacker, Crailsheim
- 1992: Landesgirokasse, Heilbronn
- 1999: Künstlertreff, Stuttgart
- 2000: Stadtbücherei, Heilbronn
- 2000: Museum im Spital, Crailsheim
- 2004: Rathaus, Fichtenau
- 2005: Kunstverein Heilbronn
- 2005: Städtische Museen Heilbronn
- 2010: Hirschwirtscheuer, Künzelsau[5]
- 2015: Sandelsches Museum Kirchberg/Jagst
- 2019: K55 Kunstetage Künstlerbund Heilbronn

### Ausstellungsbeteiligungen (Auswahl)
Stuttgart, Bad Cannstatt, Heilbronn, Langenburg, Esslingen, Karlsruhe, Reutlingen, Schwetzingen, Schwäbisch Hall, Chemnitz, Saint-Dié-des-Vosges, Béziers (Frankreich), Kyoto (Japan), Tel Aviv (Israel), St. Petersburg (Russland), Peking (VR China), Warschau, Krakau (Polen) Wilnius (Litauen), St. Pölten (Österreich) Winterthur (Schweiz)

## Mitgliedschaften

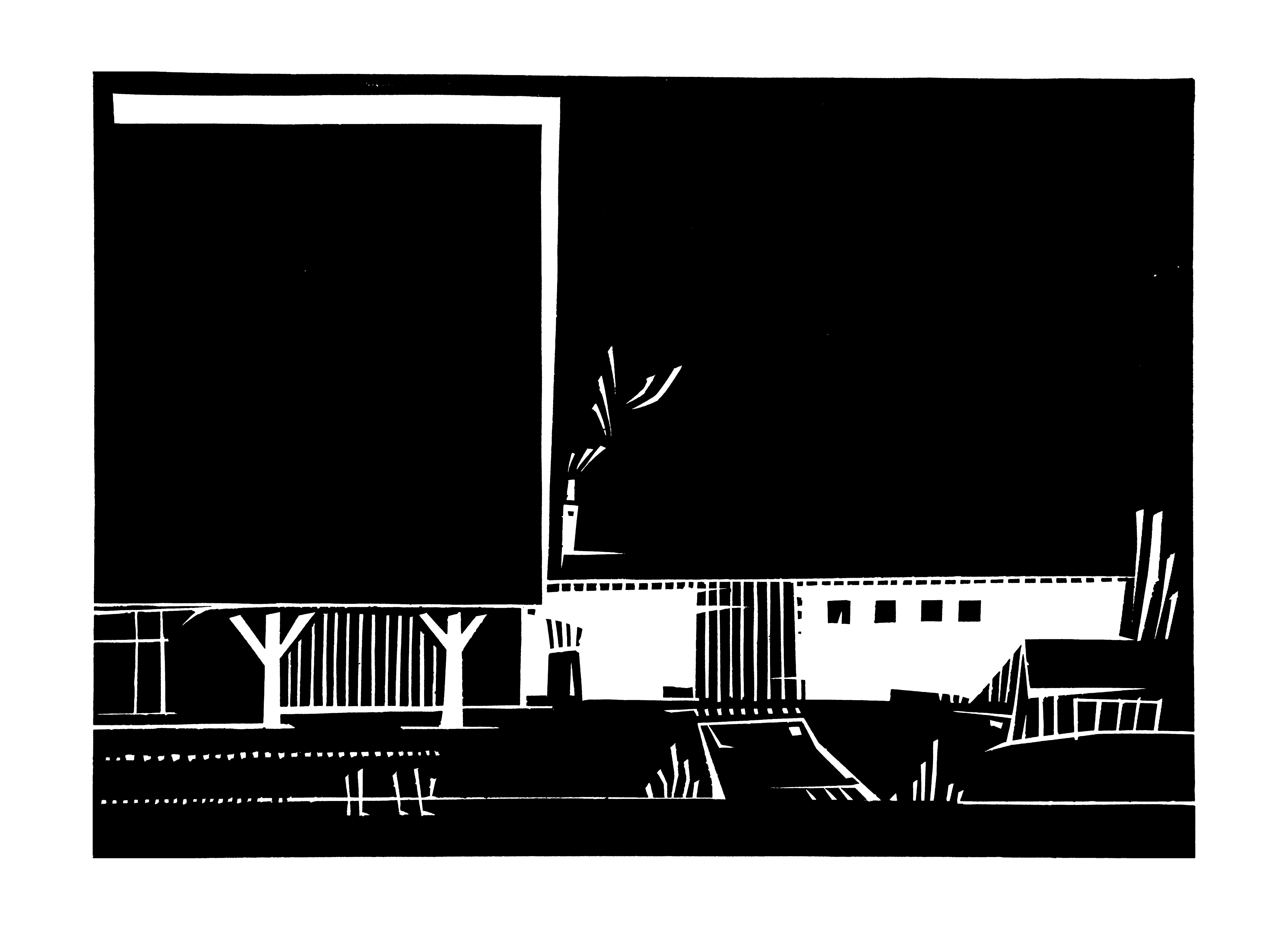
Werner Baumann, Hohenloher Bauernhaus, Linolschnitt, 1972, 29,5 cm × 42 cm

- Verband Bildender Künstler und Künstlerinnen Württemberg
- Künstlerbund Baden-Württemberg
- Internationale Vereinigung Holzschneider XYLON, Deutsche Sektion
- Künstlerbund Heilbronn (KBH)
- Kunstverein Heilbronn (KVH)
- Hohenloher Kunstverein

## Auszeichnungen
- Ehrenmitglied Kunstverein Heilbronn
- 1990: Bundesverdienstkreuz